# Szivarka

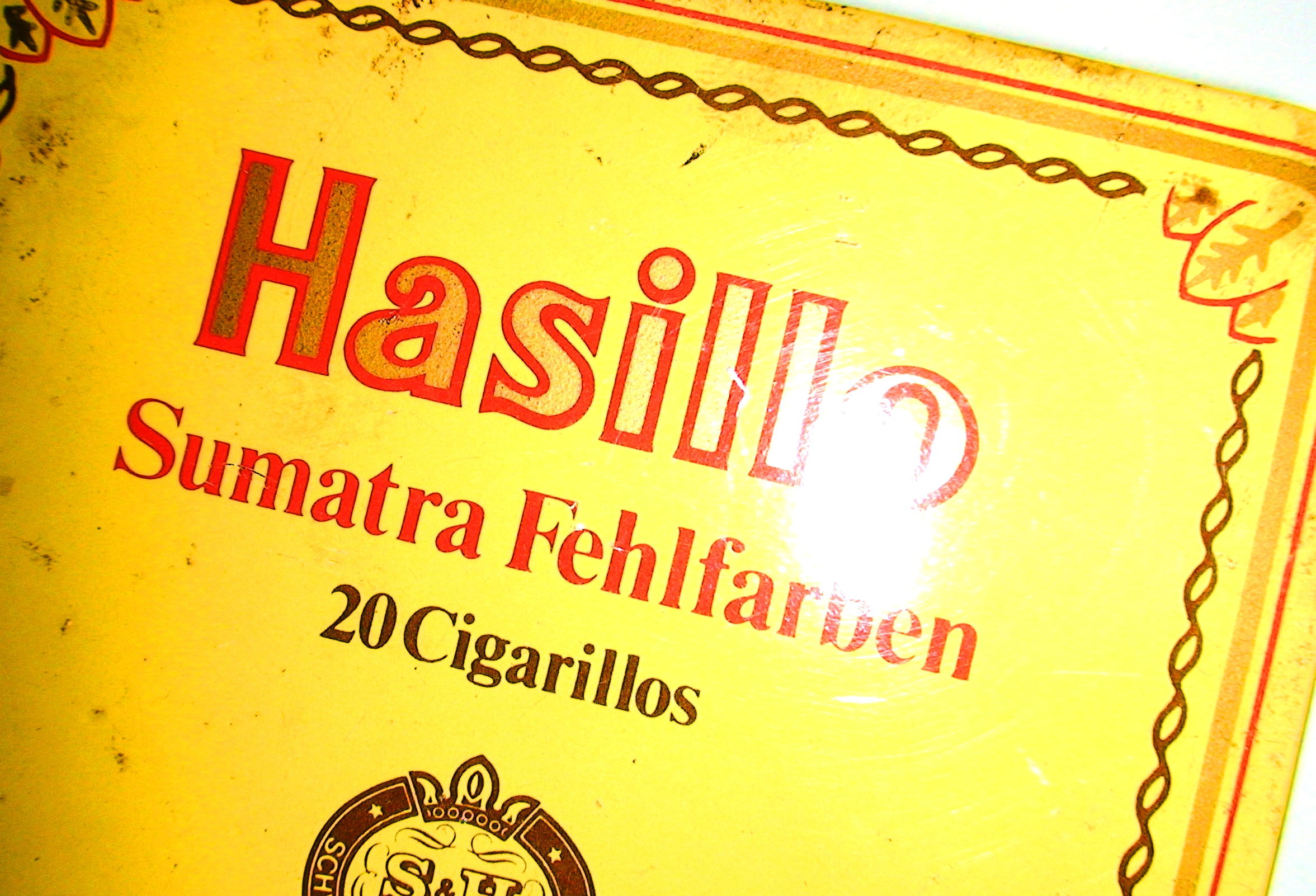
Szivarka fém doboza.

A szivarka eredetileg a cigaretta magyarosított neve volt. Vörösmarty Mihály alkotta meg a "szivar" szót a korábbi "szipa" helyett. Ezt fejlesztették tovább, és a kis cigaretta tehát a szivarka lett.
A szó valójában az spanyol Cigar – Cigarillo (szivar, szivarka, kicsi szivar) páros fordítása, mely a hagyományosnál jóval rövidebb és sokkal vékonyabb szivart jelöl, de ennél a belső dohánytartalom mellett a külső borítás is valódi dohánylevél.

## Története
Cigarettát Magyarországon először a Fiumei Dohánygyár kezdett el gyártani 1865-ben, ekkor még papírszivarkának nevezték. A századfordulóra az "új" termék neve szivarkára rövidült és így használták egészen az 1960-as évekig. Ekkor került először a dobozokra a "cigaretta" elnevezés. Erre példa az egykori Harmonia cigaretta kétféle csomagolása.
Magyarországon később a dohányfóliába töltött cigarettát nevezték így. Például ilyen volt a Corvina. A dohányfólia porrá zúzott dohányból készül, különféle anyagokkal összekevert és összeragasztott, papírhoz hasonló, barna színű anyag.

## Napjaink szivarkái

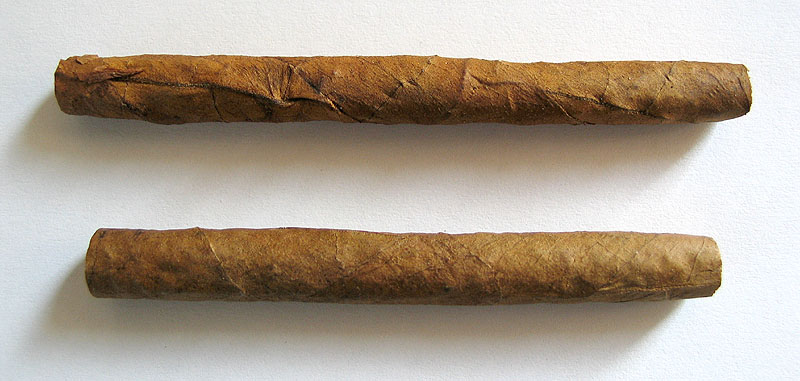
Szivarkák

Napjainkban is van szivarka forgalomban. 1999–2000 körül adózási megfontolásból vezették be ismét a dohányfóliába csomagolt cigarettákat, mint például a Pakli, a Marshall, a Sláger és a Club.
Ezek más jövedéki adó kategóriába tartoztak, mint a cigaretta, így jóval alacsonyabb áron kerültek forgalomba. Ezt persze nem tartott így sokáig, hiszen szigorú előírások születtek a szivarka fogalmának tisztázása érdekében. Csak adott súlyú dohányrudat lehet így nevezni, melyre átlósan, meghatározott szögben van felcsavarva a burkolópapír. Így a hagyományos cigarettákhoz hasonlóan készült márkák megszűntek és újabbak kerültek forgalomba (Enter 100'S, Sláger 100'S, Silverado 100'S, Star), melyek már megfelelnek ezeknek az előírásoknak.